# Лар (Марказі)
Лар (перс. لار) — село в Ірані, у дегестані Дузадж, у бахші Харкан, шахрестані Зарандіє остану Марказі. За даними перепису 2006 року, його населення становило 149 осіб, що проживали у складі 51 сім'ї.

## Клімат
Середня річна температура становить 8,13 °C, середня максимальна – 25,08 °C, а середня мінімальна – -11,00 °C. Середня річна кількість опадів – 257 мм.
| Клімат поселення                              | Клімат поселення | Клімат поселення | Клімат поселення | Клімат поселення | Клімат поселення | Клімат поселення | Клімат поселення | Клімат поселення | Клімат поселення | Клімат поселення | Клімат поселення | Клімат поселення | Клімат поселення |
| Показник                                      | Січ.             | Лют.             | Бер.             | Квіт.            | Трав.            | Черв.            | Лип.             | Серп.            | Вер.             | Жовт.            | Лист.            | Груд.            |                  |
| Середній максимум, °C                         | 2,36             | 3,23             | 6,14             | 13,30            | 18,59            | 23,47            | 25,08            | 25,00            | 21,06            | 16,04            | 9,94             | 4,47             |                  |
| Середня температура, °C                       | −4,31            | −3,45            | −0,54            | 6,63             | 11,90            | 16,78            | 19,88            | 19,83            | 15,88            | 10,86            | 4,76             | −0,71            |                  |
| Середній мінімум, °C                          | −11              | −10,13           | −7,22            | −0,06            | 5,23             | 10,10            | 14,72            | 14,65            | 10,70            | 5,68             | −0,41            | −5,9             |                  |
| Норма опадів, мм                              | 30               | 33               | 49               | 42               | 36               | 6                | 3                | 1                | 0                | 10               | 19               | 28               |                  |
| Середньомісячна швидкість вітру, м/с          | 1.18             | 2.17             | 2.59             | 2.74             | 2.36             | 2.16             | 2.06             | 2.01             | 1.93             | 1.84             | 1.62             | 1.56             |                  |
| Середньомісячна сонячна радіація, кДж/м²·день | 8890             | 11554            | 14216            | 17776            | 21865            | 26508            | 26066            | 23648            | 20374            | 14744            | 10572            | 8517             |                  |
| --------------------------------------------- | ---------------- | ---------------- | ---------------- | ---------------- | ---------------- | ---------------- | ---------------- | ---------------- | ---------------- | ---------------- | ---------------- | ---------------- | ---------------- |
| Джерело:                                      |                  |                  |                  |                  |                  |                  |                  |                  |                  |                  |                  |                  |                  |